# Polderhuis Westkapelle Dijk- en Oorlogsmuseum

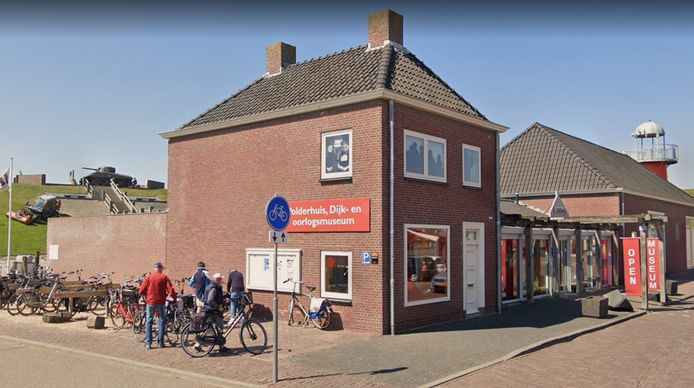
Het Polderhuis Westkapelle Dijk- en Oorlogsmuseum

Het Polderhuis Westkapelle Dijk- en Oorlogsmuseum is een museum in de Zeeuwse plaats Westkapelle. Het is gezeten in een polderhuis van het voormalige Waterschap Walcheren. In het museum wordt aandacht besteed aan de geschiedenis van de Westkappelse Zeedijk en de gebeurtenissen in Westkapelle tijdens de Tweede Wereldoorlog.
In de museumtuin en op de zeedijk achter het museum zijn verschillende objecten te vinden die te maken hebben met de geschiedenis van Westkapelle. Zo zijn er een onder andere een Sherman-tank die deel uitmaakt van het landingsmonument, een landingsvaartuig, een herinneringsmonument voor de voormalige Molen de Roos, een molensteen van de Molen Prins Hendrik en de 'Liberty Bridge' te vinden. Aan de westzijde van het museum is een uitzichttoren gebouwd met uitzicht over de zeedijk. In 2014 verkreeg het museum in overeenkomst met Rijkswaterstaat de publieksopenstelling van de Westkapelle Hoog en het Noorderhoofd de twee vuurtorens van Westkapelle.

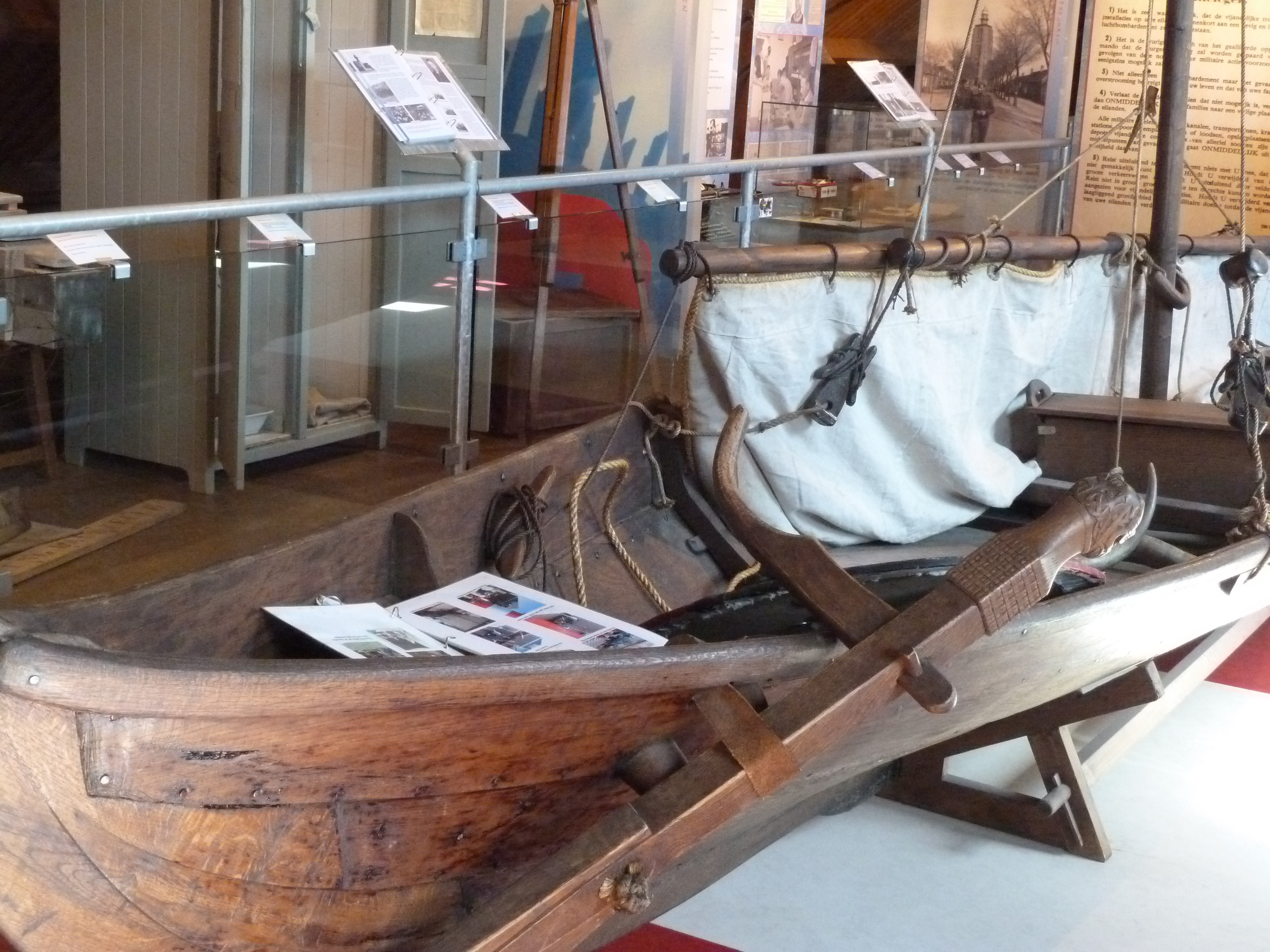
Interieur van het Polderhuis
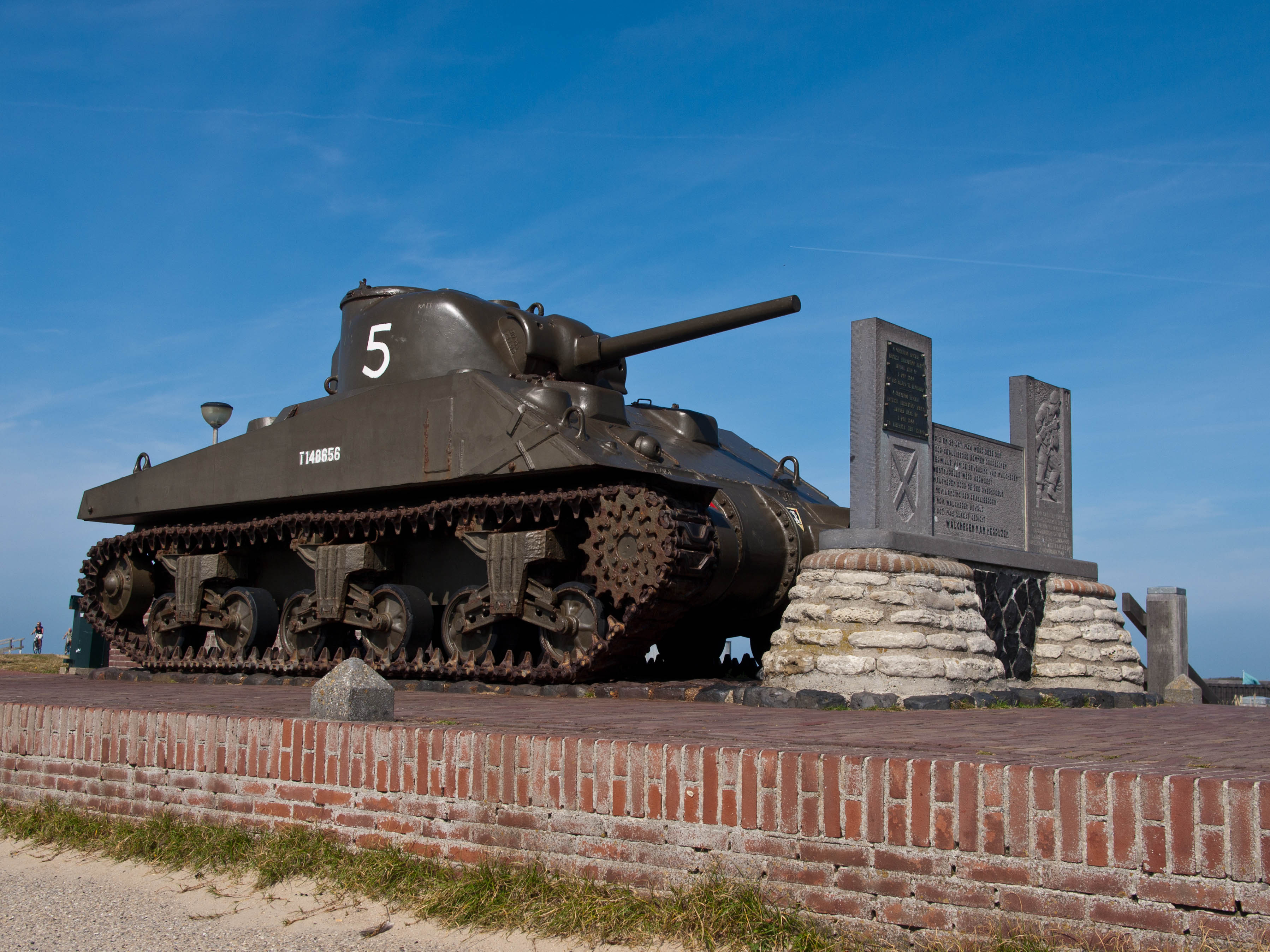
Sherman-tank boven op de Westkappelse Zeedijk
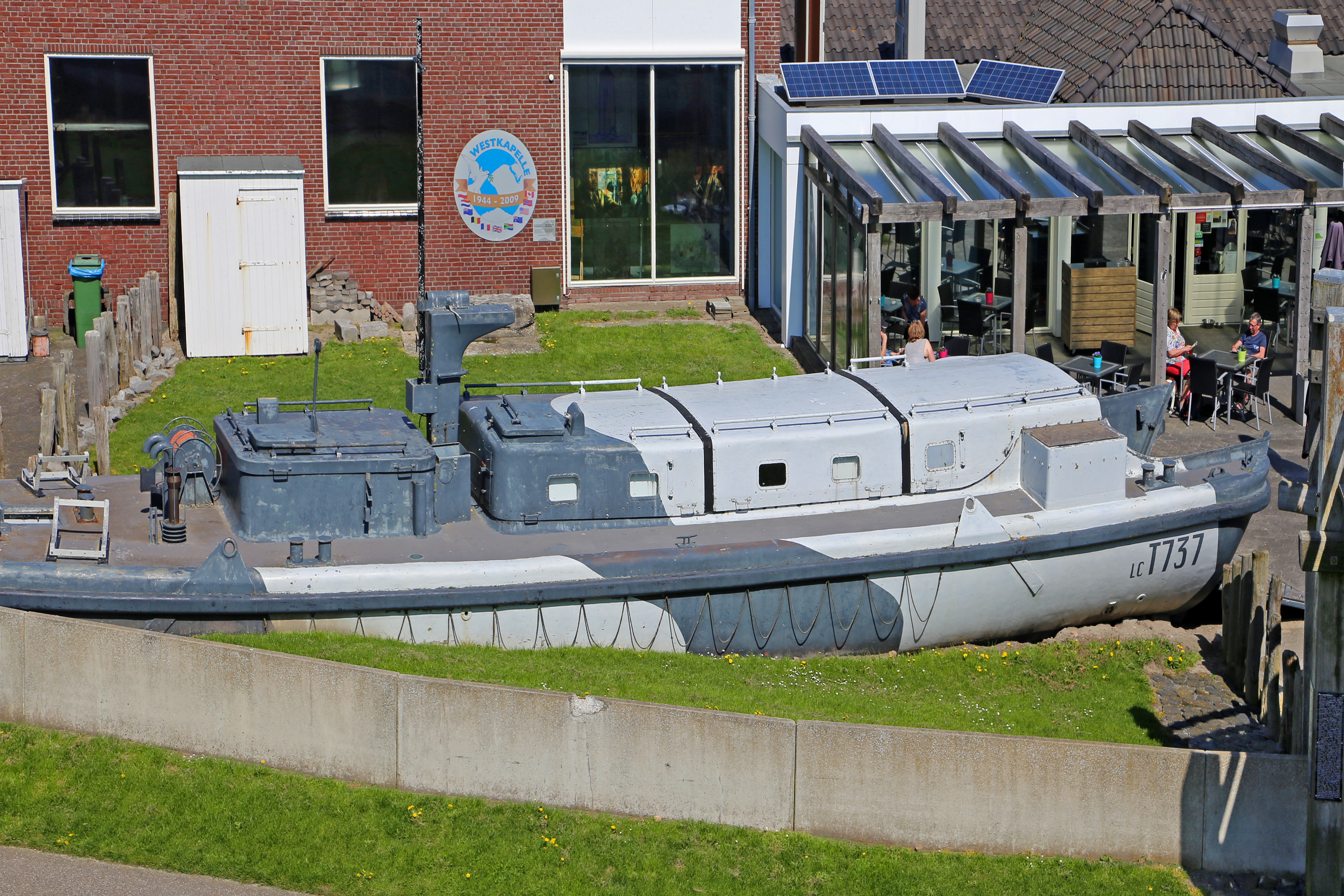
Landingsvaartuig in de museumtuin
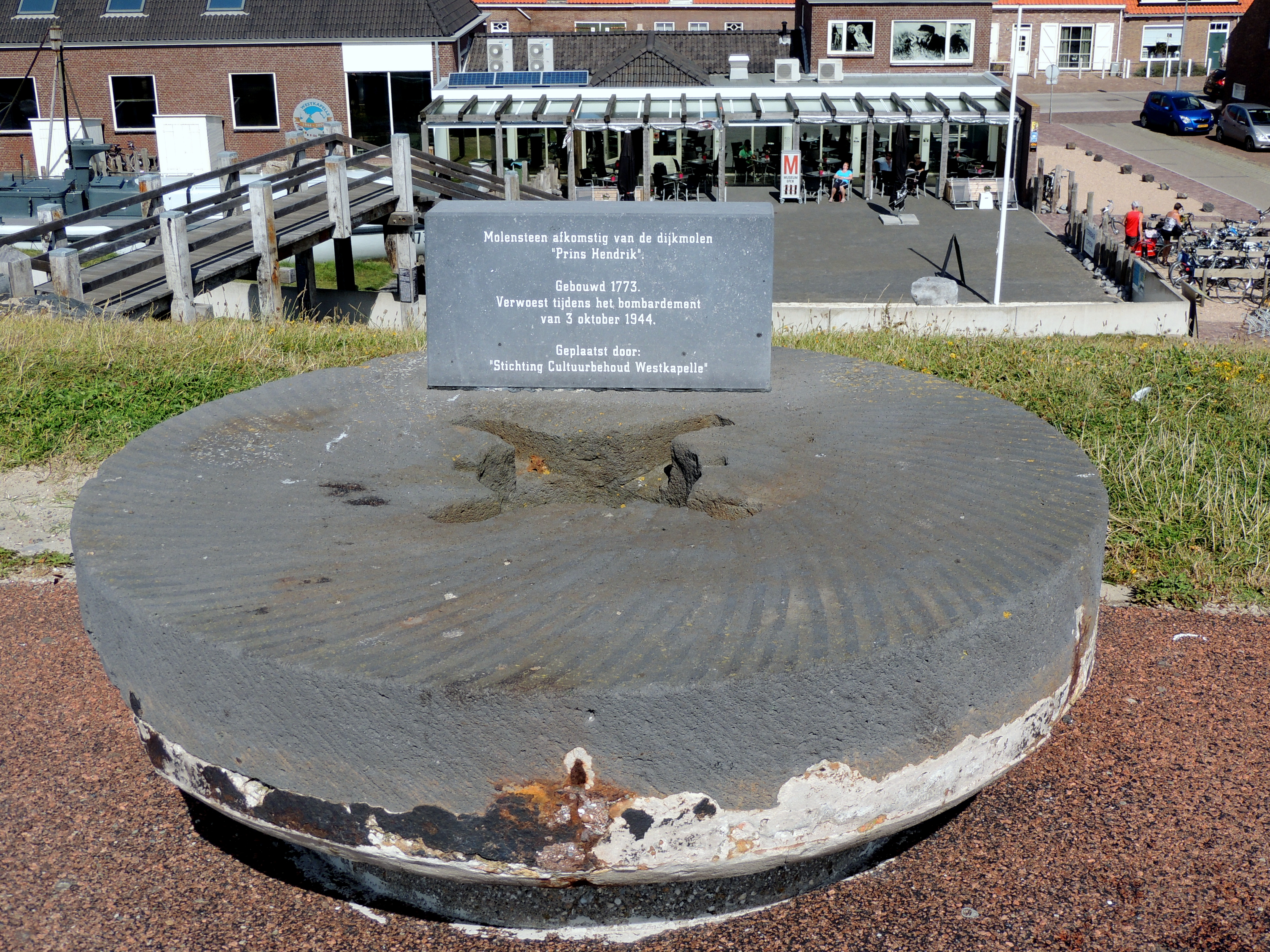
Molensteen van de Dijkmolen Prins Hendrik
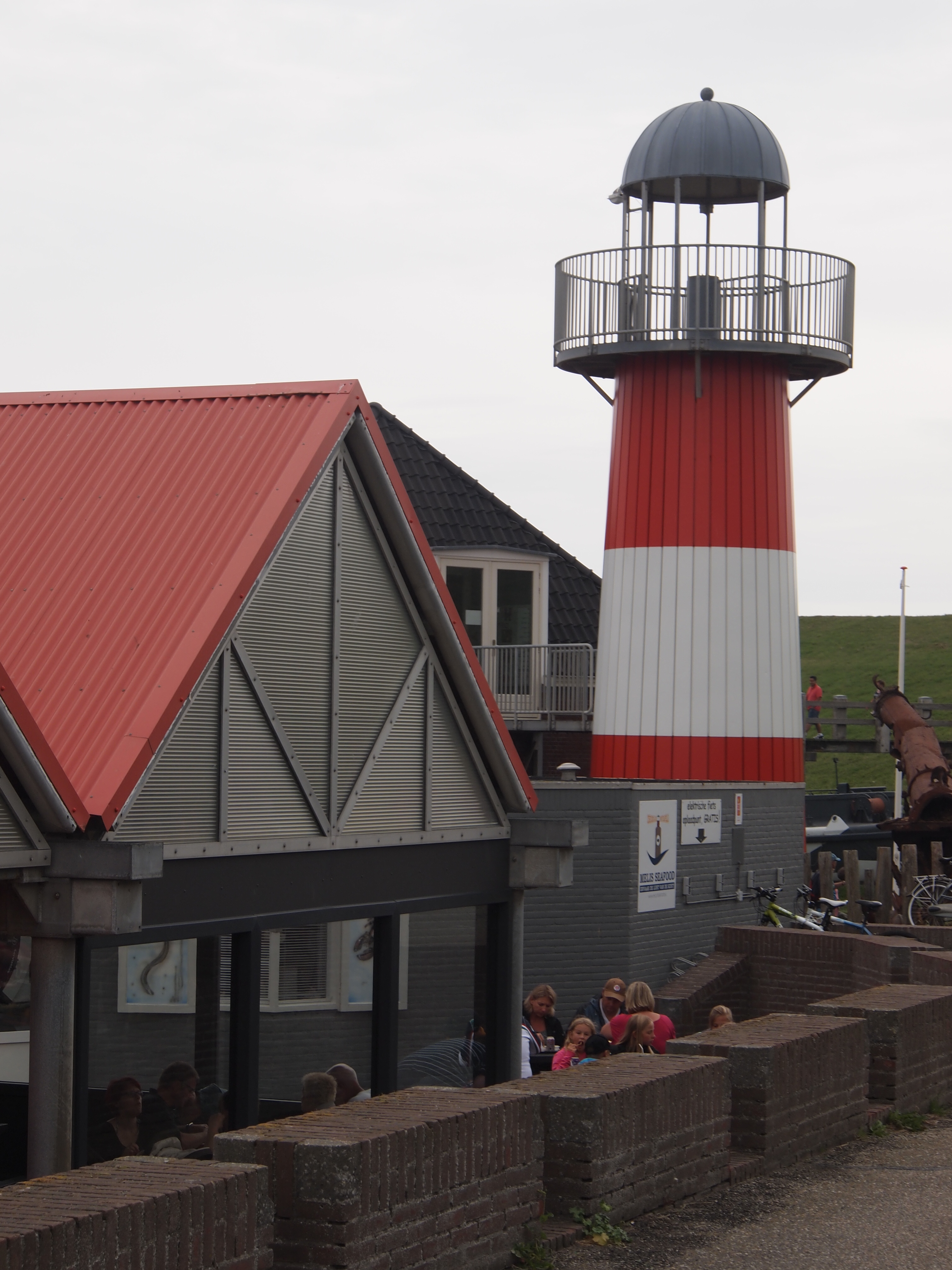
Uitkijktoren bij het museum

## Geschiedenis gebouw
Vanaf de 17e of 18e eeuw tot en met het bombardement van 3 oktober 1944 bestuurde de Polder Walcheren het district de Noordwatering vanuit het polderhuis onderaan de Westkappelse Zeedijk. Na door de oorlog zeventien jaar zonder te hebben gezeten, werd in 1961 een nieuw polderhuis in gebruik genomen. Van 1965 tot 1996 was het pand eigendom van het Waterschap Walcheren, maar na het opheffen van dat waterschap werd het gebouw door Waterschap Zeeuwse Eilanden verkocht aan de Gemeente Westkapelle. In 2001 gaf de Gemeente Veere (waar de Gemeente Westkapelle in 1997 in is opgegaan) toestemming om een museum in het gebouw te vestigen. Na een verbouwing werd uiteindelijk op 1 november 2004 het museum geopend.